# Seznam ameriških kitaristov
Seznam ameriških kitaristov
- Dick Dale
- Rick Derringer
- Jimi Hendrix
- John Frusciante (Red Hot Chilli Peppers)
- Frank Zappa
- Billy Gibbons (ZZ Top)
- Hillel Slovak (Red Hot Chili Peppers)
- Dave Navarro (Red Hot Chili Peppers)
- Kurt Cobain (Nirvana)
- Kirk Hammett (Metallica)
- James Hetfield (Metallica)
- Paul Kantner (Jefferson Airplane)
- Jorma Kaukonen
- Bob Dylan
- Jeremy Enigk
- Chuck Berry
- Jerry Garcia
- Eric Clapton
- Stevie Ray Vaughan
- Carlos Santana
- Johhny Ramone (Ramones)
- Lee Ranaldo (Sonic Youth)
- Tom Morello (Rage Against The Machine)
- Eddie Hazel (Funkadelic)
- Carl Perkins
- Joe Perry (Aerosmith)
- Synyster Gates (Avenged Sevenfold)
- Stevie Ray Vaughan
- Tim Bogert
- Jim McCarty
- Zacky Vengeance (Avenged Sevenfold)
- Scott Metzger
- Trey Azagthoth (Morbid Angel)
- Ray Toro (My Chemical Romance)
- Bob Weir